# Regsvr32
regsvr32 es una herramienta de la línea de comandos del sistema operativo Microsoft Windows que sirve para registrar y quitar bibliotecas de enlace dinámico (DLL) y controles ActiveX del registro de Windows.
Para poder usarse con regsvr32, una biblioteca de enlace dinámico debe exportar las funciones DllRegisterServer y DllUnregisterServer.

## Ejemplos
regsvr32 shmedia.dll para instalar un fichero
regsvr32 /u shmedia.dll para desinstalar un fichero
Si existe otra copia de shmedia.dll en la ruta de búsqueda del sistema, regsvr32 puede elegir esa copia en vez de la que se encuentra en el directorio actual. Este problema puede resolverse especificando una ruta completa (por ejemplo, C:\Windows\system32\shmedia.dll) o usar la siguiente sintaxis:
regsvr32 .\shmedia.dll